# Альберт Кінг
А́льберт Кінг (англ. Albert King) справжнє ім'я А́льберт Не́льсон (англ. Albert Nelson; 25 квітня 1923, Індіанола, Міссісіпі, США — 21 грудня 1992, Мемфіс, Теннессі, США) — американський блюзовий гітарист, співак, композитор, автор пісень, продюсер.
Схвалення критиків та широка популярність принесли Альберту Кінгу славу найшанованішого та найвпливовішого виконавця серед блюзових та рок-гітаристів. Інтенсивним, густим звуком своєї гітари та оманливо простим стилем виконанням, Кінг надихав як темношкірих, так і білих музикантів, від Отіса Раша і Роберта Крея до Еріка Клептона та Стіві Рей Вона. Альберт Кінг, разом із Бі Бі Кінгом та Фредді Кінгом носять титул «Королів Блюзу» (англ. king — король). Кінг випустив велику кількість альбомів, його пісні серед найпопулярніших пісень в історії блюзу, деякі з них згодом стали класикою жанру. Його композиція «Born Under a Bad Sign» вважається блюз-стандартом та найчастіше виконується іншими блюзменами.
Ім'я Альберта Кінга внесено до Зали слави блюзу (1983) і Зала слави рок-н-ролу (2013), а у Списку 500 найкращих альбомів усіх часів за версією журналу Rolling Stone його творчість представлена альбомом Born Under a Bad Sign. Крім того цей альбом було внесено до Зали слави Греммі в 1999 році.

## Біографія

### Дитинство

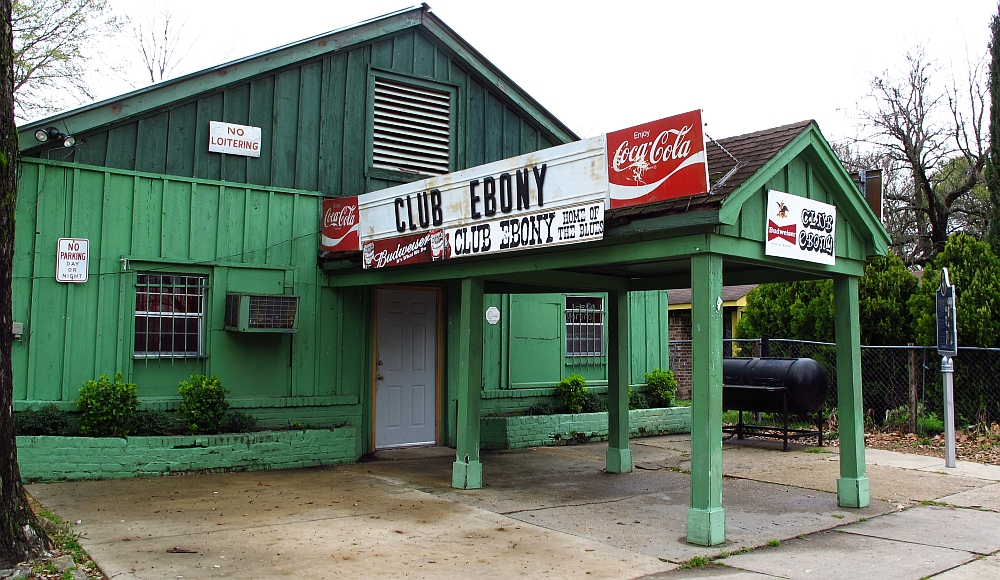
Клуб «Ebony» в Індіанолі (Міссісіпі), де виступав Бі Бі Кінг

Альберт Кінг народився в Індіанолі, невеликому містечку в центральній частині штату Міссісіпі, але і його справжнє ім'я, і прийнята дата народження, 25 квітня 1923 року, завжди викликали сумніви: багато хто зі знайомих музиканта стверджували, що Альберт на декілька років старший. Альберт взяв популярний на той час серед блюзменів псевдонім «Кінг» на початку 50-х, вслід за успіхом композиції Three O'Clock Blues, яку Бі Бі Кінг записав в 1951 році. Батьком Альберта був бродячий проповідник, який залишив сім'ю, коли хлопчику було лише 5 років. Мати Альберта, Мері Блевінз, згодом вийшла заміж за Вілла Нельсона, і вся їхня родина переїхала до Форрест-Сіті, штат Арканзас. Хлопчик взяв прізвище свого вітчима, ставши Альбертом Нельсоном.

Альберт провів свої дитячі та юнацькі роки, допомагаючи батькам на фермі. Як і інші селянські діти Південних штатів того часу, Альберт майже не ходив до школи, а навчився писати та читати, коли вже став дорослим. Свої перші ноти Кінг зіграв на легендарній гітарі «Бо Діддлі» — пляшкою на натянутому дроті. Згодом він змайстрував собі гітару. Багато років потому Кінг згадував:
Корпус я зробив з коробки з-під цигарок, а гриф — із обструганої палиці. Струни були намотані на дерев'яні кілки. Я настроював їх по-різному, але всі шість були з однакового дроту.
Коли Альберт підріс, він влаштувався працювати водієм бульдозера. У 1942 році він купив свою першу справжню гітару марки Guild за один долар і 25 центів. Натхненний музикою Блайнд Лемон Джефферсона, Лонні Джонсона, Сонні Бой Вільямсона, а згодом і Ті-Боун Вокера, Альберт провів чимало часу, намагаючись освоїти гру на своєму новому інструменті. Альберт був шульгою і тримав звичайну гітару грифом вліво, догори ногами. У той час він співав у місцевому госпел-гурті The Harmony Kings.

### Ранні роки

#### Оцеола таIn The Groove Boys

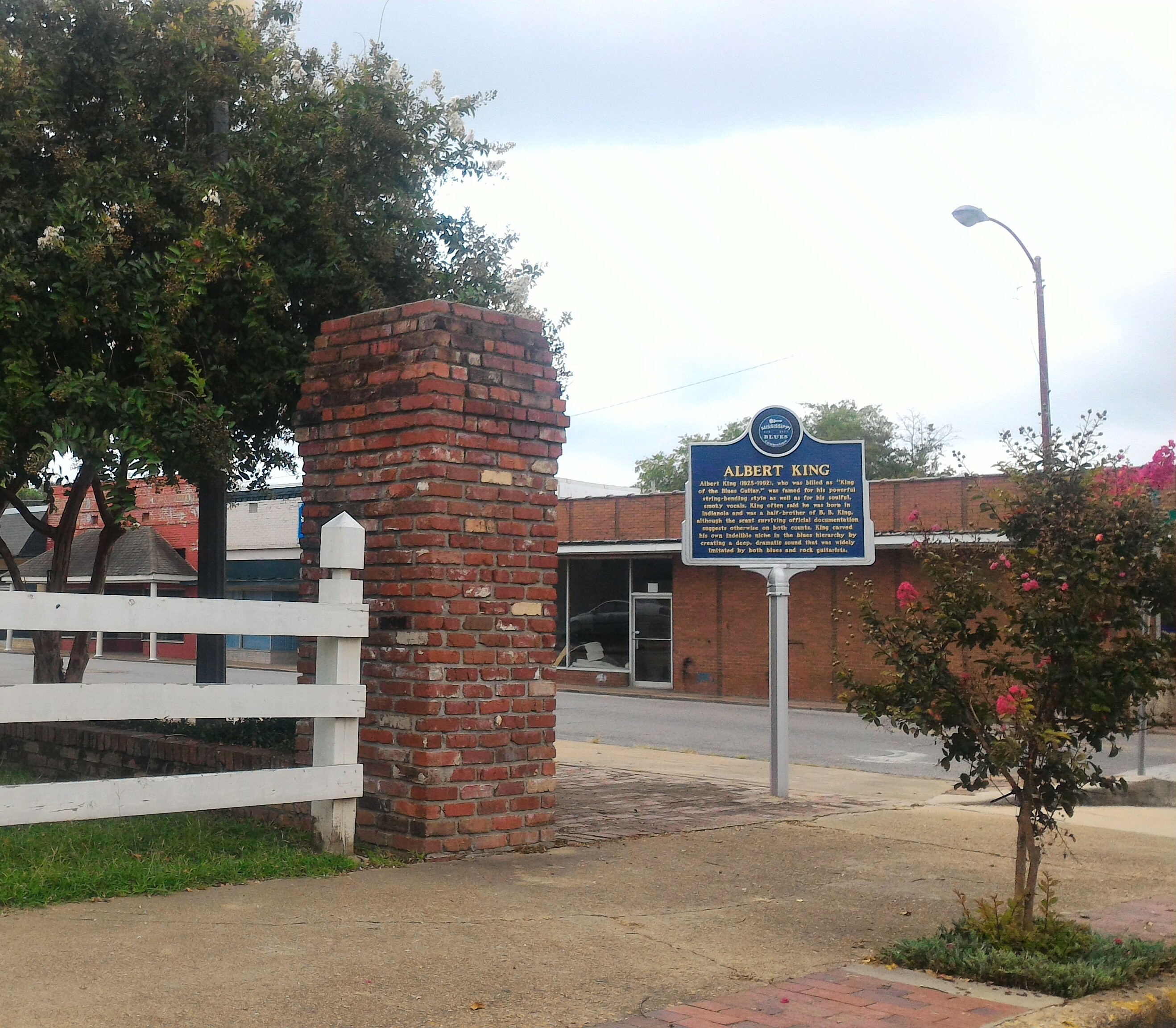
Вказівник Міссісіпської стежки блюзу в Індіанолі, присвячений Альберту Кінгу

Одна з характерних особливостей його стилю —- гра без медіатора. Восени 1977 року в інтерв'ю журналу Guitar Player він розповів:
Я ніколи не міг грати медіатором. Я намагався, але як тільки я розігрівався — одразу ж викидав його геть. І нарешті, я вирішив, що він мені не підходить. З того часу я граю просто великим пальцем.
У 1950 році Альберт випадково познайомився з М. С. Рідером (M.C. Reeder) і переїхав у Оцеолу. Рідер був власником знаменитого клубу «Т-99». Оцеола знаходиться поміж Мемфісом та Сент-Луїсом, якраз на 61-й дорозі, і кожен гурт, переїжджаючи з одного міста до іншого, часто вважав за потрібне там зупинитись. Клуб відвідували такі світила із Мемфіса, як Бі Бі Кінг, Боббі Бленд, Руфус Томас, Роско Гордон та Джонні Ейс. Був у «Т-99» і свій власний гурт із непостійним складом, The In The Groove Boys, у якому різні часи грали гітарист Едді Сноу, який працював на знаменитий лебл Sun, Карл Тейт, Кларенс Дрейпер і Волтер Джефферсон. А згодом і Альберт Кінг. Він долучився до гурту зі своєю новою електрогітарою, Epiphone, яку придбав за 20 доларів.

Колишній гітарист Айка Тернера та житель Оцеоли, Джиммі Томас, який був тоді лише підлітком, згадував:
У суботу ввечері Оцеола кипіла — таке собі маленьке містечко, але майже все шаленіло від музики. Оцеола була краще за Каїр та всілякі там міста, хоч вони були більшими. Тут у кожному барі, у кожному кафе грали на гроші. І, звичайно, я пам'ятаю Альберта! ми його називали «Великий Альберт» або «Чорний Альберт», такі у нього були прізвиська. Він водив свій трейлер, перевозив бавовну, а по вихідних грав на гітарі.
Карл Тейт, який тоді грав у The In The Groove Boys на барабанах, також згадував:
Альберт був блюзом на сто відсотків. Він інколи і швидкі блюзи виконував, але його найкращі композиції це, звичайно, справжній кантрі-блюз, наприклад «Little Boy Blue».
The In The Groove Boys був популярним гуртом, і, крім «Т-99», вони також грали в інших барах Оцеоли та сусідніх міст. А ще їх постійно запрошували на місцеву радіостанцію. Тейт розповідає:
Також Альберт грав і на ударних. Коли я пропускав трансляцію, він сідав за установку замість мене, а вже хось інший грав на гітарі.
Сам Альберт говорив:
Ми знали тоді, мабуть, три-чотири пісні. І ми їх виконували швидко, повільно та середньо.
Один із жителів Оцеоли підтверджує:
Альберт був таким собі музикантом, коли лише почав тут грати.
Альберт цілком прижився в Оцеолі. У нього народилось троє дітей, а двоє з його сестер, Едді Лу та «Біґ Ред» також переїхали й поселились неподалік. Втім, його життя не було дуже гладким. Альберт не любив згадувати про аварію, у яку він потрапив на початку 50-х у містечку Меріон, що в Арканзасі. Вантажівка, яку вів Альберт, зіткнулась з іншою машиною, і в результаті загинуло декілька людей. Загиблі були білі, а в напруженій атмосфері південних штатів це могло вилитися у велику халепу. Згодом Альберт потрапив до в'язниці. На щастя, у Альберта були впливові знайомі: М. С. Рідер та відомий білий бізнесмен на ім'я Хал Джексон допомогли йому вийти з в'язниці.

Натхнений десятками блюзменів з Арканзасу та Міссісіпі, які здобули визнання на Півночі, Альберт вирішив перебратися до Гері, штат Індіана. Там він приєднався до гурту легендарних блюзменів Джона Бріма та Джиммі Ріда. І Брім, і Рід були гітаристами, тому Альберту довелось сісти за ударну установку («You Don't Have to Go»). У той час почало з'являтися дедалі більше нових незалежних лейблів, які невтомно полювали за новими талантами. Коли Альберт вирішив спробувати щастя записати свою першу пісню, це виявилось неважко зробити. Ніхто інший як Віллі Діксон познайомив Альберта з чиказьким ді-джеєм Елом Бенсоном, власником лейбла Parrot Records.

«Be on Your Merry Way» — перший сингл Альберта Кінга, який вийшов на Parrot Records.

 Альберт згадував їхню зустріч:
Я чекав його на вулиці півтори години. Раптом він виходить і каже: «Грай!». А в мене ні підсилювача, ні взагалі нічого нема. Але що робити — я почав грати. Він послухав мене п'ять хвилин і каже — гаразд, сьогодні увечері приходь до мене в студію. Ось і все.
30 листопада 1953 року відбувся дебют Альберта Кінга в студії звукозапису. У сесії брали участь Віллі Діксон, який грав на бас-гітарі разом із музикантами із гурту Елмора Джеймса, піаністом Літтл Джонні Джонсом та барабанщиком Оді Пейном. Вони записали п'ять композицій, дві з яких — «Be on Your Merry Way» та «Bad Luck Blues» — вийшли на синглі. На цих перших записах гітара Кінга звучить дещо інакше, ніж на записах 60-х років. Не чути ні того «жалячого» звуку, який потім усі намагались імітувати, ні фірмових рифів, які нота в ноту копіював Ерік Клептон. Весь матеріал, записаний під час цієї сесії, звучить досить традиційно. Вокал Альберта Кінга, утім, вже тоді звучав так потужно та сильно, як і в подальші роки. Згодом, розповідаючи про цей сингл, Альберт часто підтверджував ті речі, у які іноді важко повірити. Наприклад, він говорив, що було продано 350 000 копій, і що йому заплатили за цю сесію лише 14 доларів. Сингли, які розкуповувались дуже успішно, практично гарантували появу пісні в чартах, як і в місцевих, так і всеамериканських, а також продовження контракту з музикантом. Однак, ні того, ні іншого не сталося. У 1954 році Альберт повернувся назад у Оцеолу, так і не прославившись.

#### Сент-Луїс
Два наступні роки Альберт грав разом з In The Groove Boys по барах та кафе Арканзаса, а вже в 1956 переїхав до Сент-Луїсу. У цьому місті була велика блюзова сцена, і роботи для музикантів не бракувало. Але й конкуренти в нього були серйозні: Kings of Rhythm Айка Тернера, Hound Dogs Джиммі О'Ніла, гурти Літтл Мілтона та Рузвельта Маркса. Спочатку Кінг ходив по численних клубах, знайомився з людьми, грав на джем-сесіях. У жовтні 1956 року в Альберта вже був власний гурт, з яким він почав регулярно грати у клубах. Гітарист Ларрі Девіс, який довгий час грав із Кінгом, згадує:

«Люсі» — улюблена гітара Альберта, Gibson Flying V, яка наразі знаходиться в музеї Stax.

Я зустрів Альберта коли він щойно приїхав до Сент-Луїса. Вони тоді грали втрьох у маленькому барі на Олів-Стріт. Спершу я звернув увагу на його голос. Він чудово співав. А потім я вже став грати разом із ним, я та Сем Роудз.
У 1958 році у Альберта з'явилася гітара «Ґібсон» — Gibson Flying V, яка буде завжди асоціюватись із Кінгом. Він назвав її «Люсі». Можливо, він послідував прикладу свого однофамільця Бі Бі, котрий назвав свою гітару «Люсіль», але сам Альберт стверджував, що він назвав її в честь актриси Люсіль Болл із популярного комедійного шоу Я люблю Люсі. Альберт почав привертати увагу публіки. Поступово він претворювався з нікому невідомого новачка в одного з провідних блюзменів Сент-Луїса. У тому ж році Роберт Лайонз, менеджер радіостанції KATZ, відкрив Bobbin Records, в основному щоб випускати платівки Літтл Мілтона. Перший сингл Мілтона став хітом, і Лайонз почав шукати інші місцеві таланти. На цьому лейблі записувались блюзмени, госпел-гурти і навіть виконавці рокабілі; влітку 1959 року до цього списку приєднався Альберт Кінг.

До того часу його гурт збільшився, і зазвичай із ним грали двоє духових музикантів та піаніст; у складі інколи брали участь і провідні виконавці міста. Музика також змінилась: тепер звучання Кінга нагадувало джамп-блюз. Сам Альберт став впевненішим лідером, і його «фірмовий» звук — яскрава гітара зі свінг-джазовою підтримкою — вже цілком сформувався.
Я завжди любив джаз, а особливо біг-бенди, — говорив Альберт, — Записи на Bobbin Records дуже оркестровані, з аранжуваннями, які поєднують блюз і джаз. Тобто, це джазові аранжування навколо блюзової гітари.

#### The Big Blues (1962)
Серед записів Кінга на Bobbin Records практично не було слабких. Низка синглів, яка збільшила аудиторію його шанувальників та зміцнила його репутацію серед музикантів, увінчалася «Don't Throw Your Love on Me So Strong» за участю Айка Тернера на піаніно. У кінці 1961 року ця пісня посіла чотирнадцяту сходинку в ритм-енд-блюзових чартах. Музикантом зацікавилась значно більша компанія, King Records, на якій Альберт записав свій перший студійний альбом The Big Blues, який вийшов у 1962 році. Продовжував він записувати і на Bobbin Records, які випустили ще вісім синглів та записали ще один альбом. Але, на жаль, у кінці того ж року Bobbin закрились, а готовий альбом так і не зміг побачити світ, і лише через декілька років він вийшов на Modern Blues Recordings під назвою Let's Have A Natural Ball.

Серед колег-музикантів, Альберт був відомий не тільки своєю грою на гітарі, але і важким та нетовариським характером. Склад його гурту постійно змінювався. Раймонд Гілл, який грав разом із Кінгом у 60-х, згадував:
Я працював з Альбертом дуже довго. Він постійно міняв музикантів, а мені доводилось все влагоджувати. Я проводив репетиції з новачками, пояснював, що він саме від них хоче. Так, Альберт — це щось! Але ми з ним розуміли один одного, і ми ладили з ним.
Барабанщик Юджин Вашингтон описує це інакше:
Альберт — людина з характером. Справа в тому, що більшість гітаристів які ще й співають, часто змінюють темп. Коли вони грають або співають, темп один, а коли вони пререстають грати, все прискорюється. І через це постійно виникали конфлікти. Тому ударників він міняв, як рукавиці!
Згадує Кенні Райс, який залишив навчання в школі після того, як отримав запрошення грати в гурті Кінга:
Музиканти гурту Альберта заробляли чималі гроші. Альберт платив більше, ніж усі інші: Літтл Мілтон, Біллі Гейлз, навіть Айк Тернер. У Альберта можна було гарно заробляти — якщо тільки він тебе не виганяв. Якщо ти терпів його витівки та викладався на сцені, тоді у нього можна було багато чому навчитися. Він постійно кричав на своїх барабанщиків без будь-якої на те причини. Він сам відраховував темп, але грав на відчуття — то швидше, то повільніше. І врешті я вже міг слідувати за ним і тримати ритм точнісінько, як він відраховував. Але все рівно ми з ним часто сварились.

#### Leo's Five
У травні 1964 року Альберт знов потрапив до студії, цього разу він записувався для маленького незалежного лейбла Coun-Tree. Джазовий вокаліст Лео Ґуден, який також був власником клубу під назвою «Gooden's Blue Note Club» в Іст-Сент-Луїсі, заснував Coun-Tree, щоб продавати платівки власного гурту, Leo's Five. Кінг був одним із небагатьох «посторонніх» на лейблі. На цій сесії Кінга супроводжували Leo's Five, з Доном Джеймсом на органі та Кенні Райсом на ударних. Вони записали матеріал на два сингли: «Worsome Baby» та «You Threw Your Love on Me Too Strong». Остання композиція була переробкою хіта Кінга на Bobbin Records. За звуком ці записи — прямі попередники його «золотого періоду» на Stax Records. Ці платівки добре продавались у Сент-Луїсі, Чикаго та Канзас-Сіті. Кенні Райс, який у той час перейшов до Leo's Five, згадує проблему, що тоді постала перед Ґуденом:
Лео не любив ритм-енд-блюз, але записи Альберта почали продаватись навіть краще, ніж платівки самого Ґудена. Вони серйозно розкрутилися, їх купували в Канзас-Сіті та всюди, куди нам доводилось їхати в турне з Альбертом. Я пам'ятаю, як ми в'їжджали в Канзас-Сіті й увімкнули радіо. «Сьогодні ввечері — великий концерт! Грають Leo's Five та Альберт Кінг!» І вони поставили пісню Альберта. Я пам'ятаю той вечір. У нас нічого не виходило. Альберт розлютився і пішов зі сцени, не догравши — він у черговий раз не поладив зі своїми музикантами. А Лео всю поїздку злився, тому що Альберт був популярніший.
Врешті-решт Ґуден вирішив проблему цього суперництва простим способом — розірвав контракт із Кінгом. Гітаристу довелось шукати нову компанію звукозапису, якою стали Stax Records.

### Успіх на Stax Records (1966—1974)

#### Born Under a Bad Sign (1967)

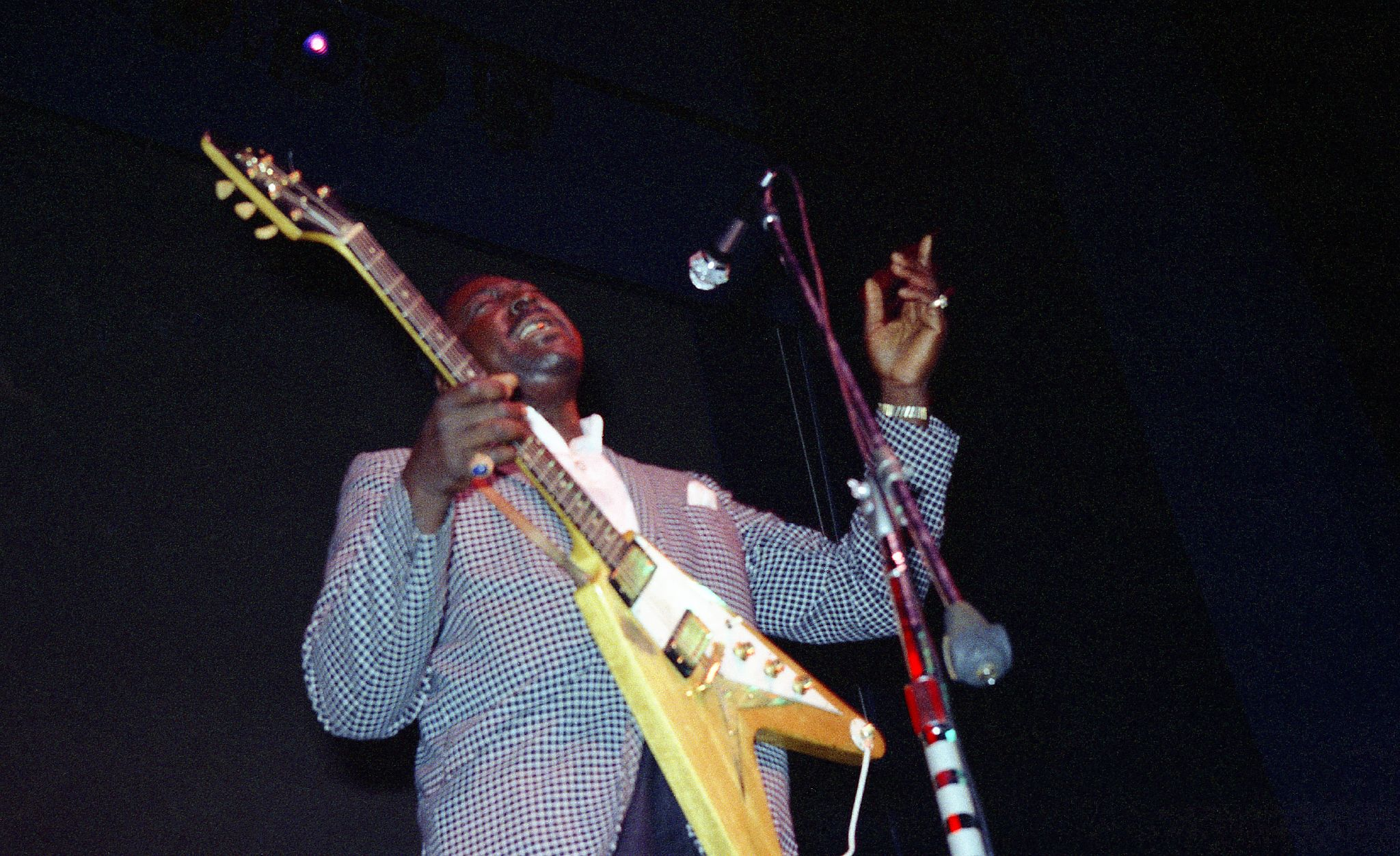
Альберт Кінг у Філмор-Іст, 19 жовтня 1968

Заснований в 1959 році під назвою Satellite Records, цей незалежний лейбл згодом став одним із китів жанру соул. На ньому записувались, серед інших Руфус та Карла Томас, Booker T. & the M.G.'s, Отіс Реддінг та дует Sam & Dave. Але до Кінга на Stax не було жодного блюзового музиканта, і президент компанії, Джим Стюарт, поставився до пропозиції про співпрацю з Кінгом доволі скептично, вважаючи, що блюзові платівки не будуть продаватись. На щастя, сестрі Стюарта, Естель Екстон, вдалось його переконати.

Із самого початку Альберт почував себе як вдома. Хаус-бенд компанії Booker T. & the M.G.'s виявились ідеальною підтримкою для його стилю. Його творчі сили були на підйомі, й записи, зроблені на Stax Records, водночас здобули велику популярність серед слухачів та мали великий вплив на колег-блюзменів. На першій же сесії була записана нині класична пісня «Laundromat Blues», яка забезпечила Кінгу першу за п'ять років появу в чартах, посівши 29-е місце в Black Singles. Зворотною стороною синглу була інструментальна композиція «Overall Junction»: Кінг говорив, що його гурт відкривав концерти, виконуючи «Overall Junction» доти, доки усі його учасники не налаштуються. Наступний запис став однією з найвідоміших пісень Альберта — «Oh Pretty Woman (Can't Make You Love Me)».

Обкладинка альбому Born Under a Bad Sign.

 За нею послідувала «Crosscut Saw», відоміша завдяки версії гурту The Birmingham Blues Boys. Кінг оновив цей класичний блюз, записаний ще в тридцятих, додавши біт румби в партію ударних.
У 1967 році Букер Т. Джонс та Вільям Белл записали демоверсію «Born Under a Bad Sign» (слухатиⓘ). Пісня, з незабутними рифами та колоритними рядками, наприклад, «If it wasn't for bad luck, I wouldn't have no luck at all», була немов спеціально написана для Альберта. Коли на готовий демо-запис наклали вокал та гітару Кінга, шедевр був готовий. На звороті сингла цю пісню супроводжував повільний блюз «Personal Manager», на якому Альберт зіграв одне зі своїх найкращих соло.
У кінці того ж року вийшов перший альбом Кінга на Stax — Born Under a Bad Sign, який частково складався із синглів, а частково із нового матеріалу. До нього увійшла популярна пісня Вілберта Харрісона «Kansas City», відоміша завдяки кавер-версії британського рок-гурту The Beatles. Альбом включав поп-стандарт «The Very Thought of You», що стало несподіванкою для шанувальників блюзу, повільний блюз із яскравим соло Альберта «As the Years Go Passing By», а також оригінал самого Кінга — «Down Don't Bother Me», у якому динамічна гра Альберта супроводжується жвавим південним фанком M.G.'s. Поява цієї платівки збіглася з ростом популярності Кінга серед білої молоді, а сам альбом мав дуже великий вплив, як на блюзових, так і на рок музикантів.

#### Live Wire/Blues Power (1968)
У липні 1968 року він вперше дав концерт у знаменитому Філлмор Вест у Сан-Франциско. Частина записів із нього вийшли під назвою Live Wire/Blues Power — одним із найкращих живих блюзових альбомів, а все інше було випущено декілька років потому на парі платівок під назвою — Wednesday Night In San Francisco та Thursday Night in San Francisco. Виступ відкрила інструментальна композиція, джазовий стандарт Гербі Генкока «Watermelon Man». За нею послідувала десятихвилинна «Blues Power», у якій Альберт розповідає слухачам про блюз, граючи свої фірмові «жалячі» соло.

#### Years Gone By (1969)
Повернувшись до Мемфісу, Альберт записав свій третій студійний альбом, Years Gone By, за участю все тих же M.G.'s та духової секції The Memphis Horns. До альбому входили версії такої класики блюзу, як «Killing Floor» Гавліна Вулфа, The Sky Is Crying Елмора Джеймса, а також власна композиція Кінга «Drownin' on Dry Land».

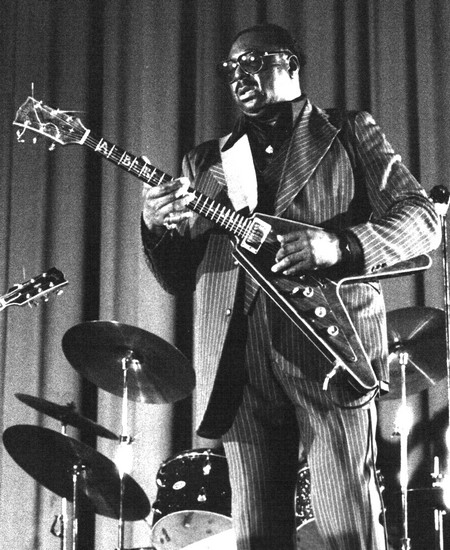
Альберт Кінг, 1978 рік

Альберту довелось зіграти доволі неочікуваний концерт у листопаді 1969 року, коли його запросили виступати в Powell Concert Hall разом із симфонічним оркестром. Він зіграв п'ять своїх нещодавніх хітів записаних на Stax. Але його винахідливий менеджер на цьому не зупинився. Наступним проектом був «концептуальний альбом» Blues For Elvis — King Does The King's Things, у якому Альберт виконав найвідоміші пісні Елвіса Преслі.

#### I'll Play The Blues For You (1972)
Проте наступний запис виправдав сподівання слухачів. Альбом I'll Play the Blues for You, що вийшов у 1972 році, був записаний із духовими гуртами The Bar-Kays, The Movement та The Memphis Horns, і був ідеальною сумішшю сучасного соул/фанку та блюзу. Багато хто, як, наприклад, Бі Бі Кінг намагались відтворити це звучання, однак їхні зусилля виявились марними. На відміну від інших Альберт на цих записах звучить природно та розкуто. Композиції з цього альбому згодом стали класичними: наприклад, «Answer to the Laundromat Blues» — відповідь на його ранній хіт, — «Angel of Mercy», сумний та повільний блюз, або «Breaking up Somebody's Home» зробили його «Біблією» сучасного блюзу. Але справжньою перлиною була пісня «I'll Play the Blues for You», яку досі крутять на «чорних» радіостанціях.

### Останні роки
У 1974 році в Stax почалися фінансові труднощі, і Альберт перейшов на лейбл Utopia, на якому вийшли два наступні його альбоми. На жаль, обидва були дуже нерівними, і гітару та вокал Альберта тепер було погано чути через велику кількість струнних і бек-вокалу. До кінця 1970-х Кінг почав записуватись на Tomato Records, і якість його музики значно покращилась. Його експерименти зі соул-блюзовим гібридом закінчились, і він знову повернувся до чистого блюзового звучання. Кінг працював у студіях Детройта та Нового Орлеану, і одна з цих сесій вийшла під назвою New Orleans Heat. У 1980-х Кінг підписав контракт з Fantasy Records: два альбоми, що вийшли на Fantasy, складалися зі старих композицій та непоганого нового матеріалу.
У середині 1980-х Альберт почав говорити про закінчення музичної кар'єри, а згодом і справді пішов у відставку, але це не завадило йому регулярно виступати на усіх великих блюзових фестивалях та гастролювати далі по Європі. Останній свій концерт він відіграв у Лос-Анджелесі 19 грудня 1992 року. Наступного дня він повернувся додому в Мемфіс, де у нього стався інфаркт. 21 грудня Альберт Кінг пішов із життя у віці 69 років.

## Дискографія

### Альбоми
- 1962 The Big Blues, King Records
- 1967 Born Under a Bad Sign, Stax Records
- 1968 Live Wire/Blues Power, Stax Records
- 1969 Years Gone By, Stax Records (R&B #46 U.S. #133)
- 1969 Jammed Together, Stax Records (зі Стівом Кроппером та Попс Стейплзом)
- 1969 King of the Blues Guitar, Atlantic Records
- 1970 Blues for Elvis — King Does the King's Things, Stax Records
- 1971 Lovejoy, Stax Records (R&B #29 U.S. #188)
- 1971 The Lost Session, Stax Records (з Джоном Мейоллом)
- 1972 I'll Play the Blues for You, Stax Records
- 1973 Blues at Sunset, Stax Records
- 1973 Blues at Sunrise, Stax Records
- 1974 I Wanna Get Funky, Stax Records
- 1974 Montreux Festival, Stax Records
- 1974 The Blues Don't Change, Stax Records
- 1974 Funky London, Stax Records
- 1976 Albert, Tomato Records
- 1976 Truckload of Lovin', Tomato Records
- 1977 I'll Play the Blues For You, Tomato Records (з Джоном Лі Хукером)
- 1977 King Albert, Tomato Records
- 1979 New Orleans Heat, Tomato Records
- 1979 Chronicle, Stax Records (з Літтл Мілтоном)
- 1983 San Francisco '83, (Recorded March 2-10 1983) Fantasy Records
- 1983 Crosscut Saw: Albert King In San Francisco, Stax Records
- 1984 I'm in a Phone Booth, Baby, Stax Records
- 1986 The Best Of Albert King, Stax Records
- 1989 Let's Have A Natural Ball, Modern Blues Recordings
- 1989 Live, Rhino Records
- 1990 Door To Door, Chess Records
- 1990 Wednesday Night In San Francisco, Stax Records
- 1990 Thursday Night in San Francisco, Stax Records
- 1991 Red House, Essential
- 1992 Roadhouse Blues, RSP Records

### Посмертні релізи
- 1993 The Ultimate Collection, Rhino Records
- 1993 So Many Roads, Charly Blues Masters
- 1994 The Tomato Years, Tomato Records
- 1994 Funky London, Stax Records
- 1994 Chicago 1978, Charly Records
- 1995 Mean Mean Blues, King Records
- 1995 Live On Memory Lane, Monad Records
- 1996 Hard Bargain, Stax Records
- 1997 Born Under A Bad Sign & Other Hits, Flashback Records
- 1998 Rainin' In California, Wolf Records
- 1999 Blues Power, Stax Records
- 1999 Live In Canada, Charly Records
- 1999 The Very Best Of Albert King, Rhino Records
- 1999 A Truckload Of Lovin': The Best Of Albert King, Recall Records (UK)
- 1999 Albert King with Stevie Ray Vaughan In Session, Stax Records (з Стіві Рей Воном)
- 2001 Guitar Man, Fuel 2000 Records
- 2001 I Get Evil: Classic Blues Collected, Music Club Records
- 2001 More Big Blues Of Albert King, Ace Records
- 2001 Godfather Of The Blues: His Last European Tour, P-Vine Records
- 2002 Blue On Blues, Fuel 2000 Records
- 2003 Talkin' Blues, Thirsty Ear Records
- 2003 Blues From The Road, Fuel 2000 Records
- 2003 Live '69, Stax Records
- 2004 The Complete King & Bobbin Recordings, Collectables Records
- 2006 Stax Profiles, Stax Records
- 2006 Albert King's King's Jump, Charly Records
- 2007 Heat Of The Blues, Music Avenue

### Відеографія
- 1995 Maintenance Shop Blues (VHS), Yazoo
- 2001 Godfather Of The Blues: His Last European Tour DVD, P-Vine Records
- 2004 Live In Sweden, Image Entertainment